# Albina Kelmendi
Albina Kelmendi (Pejë, 27 de gener del 1998) és una cantautora kosovar.
Kelmendi va estudiar clarinet i piano en una escola de música de Pejë i va començar a actuar junts amb la seva família sota el nom de Family Band.
El 2014 va participar en The Voice of Albania, on va acabar en segon lloc, i el 2015 en l'edició dotzena de Top Fest, on va presentar la seva cançó Nuk ka ma mire.
El juny del 2022, Albina Kelmendi va publicar el seu primer àlbum, Nana Loke. El desembre del 2022 va participar amb cinc membres de la seva família en el Festivali i Këngës amb la cançó Duje. Van acabar en segon lloc a l'última nit, decidit pel vot jurat, però van guanyar el vot públic i per aquesta raó representaran Albània en el Festival de la Cançó d'Eurovisió 2023, que se celebrarà en la ciutat britànica de Liverpool.